# الدوري الأوروغواياني لكرة القدم 1918

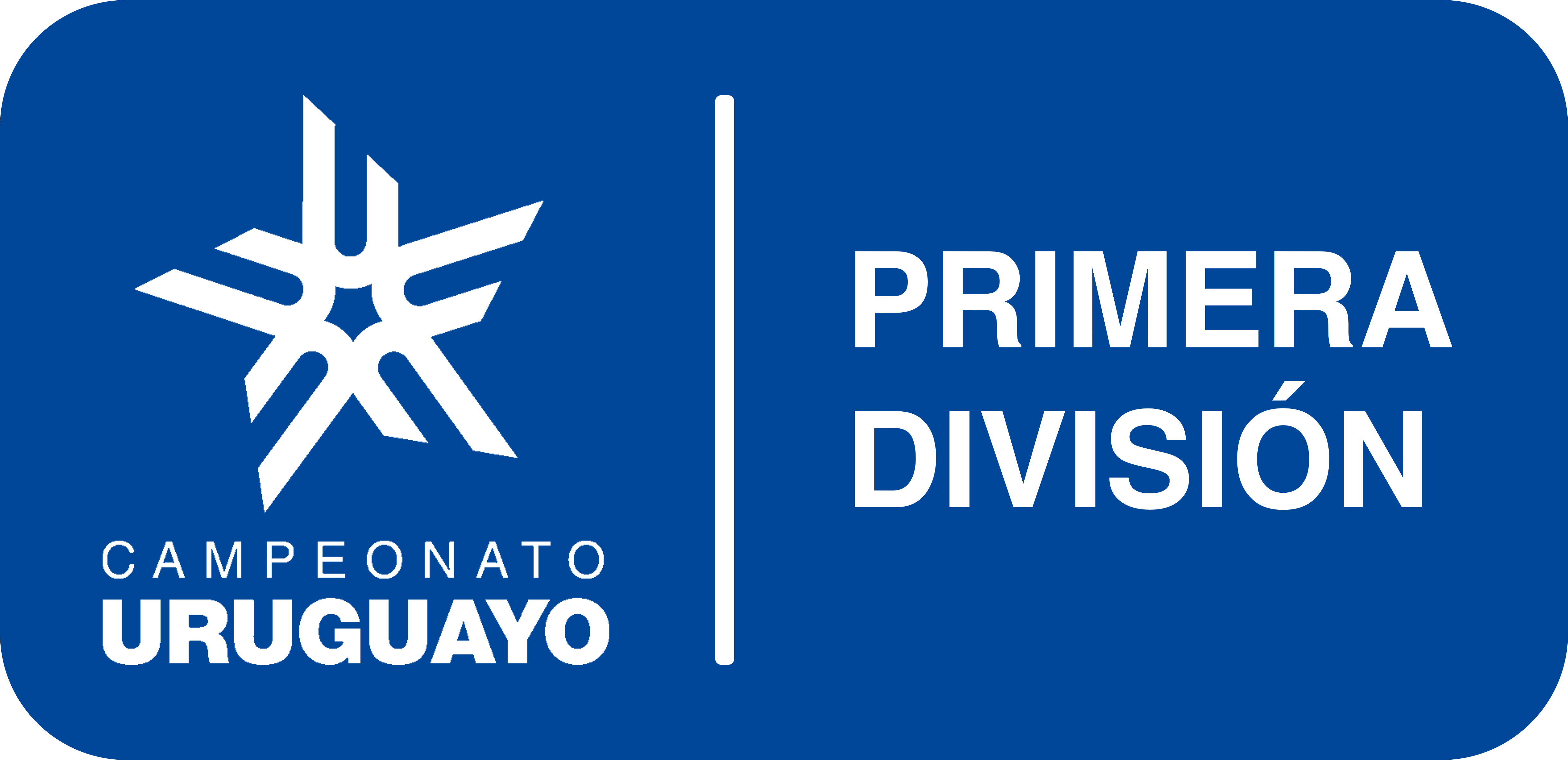
شعار الدوري الأوروغوياني

الدوري الأوروغواياني لكرة القدم 1918 (بالإسبانية: Campeonato Uruguayo de Primera División 1918)‏ هو الموسم 18 من الدوري الأوروغواياني لكرة القدم. أشرف على تنظيمه اتحاد أوروغواي لكرة القدم، وكان عدد الأندية المشاركة فيه 10، وفاز فيه بنيارول.